# Gunderic
Gunderic (n. 379 d.Hr., Germania Magna⁠(d), Germania – d. 428 d.Hr., Sevilla, Andaluzia, Spania) a fost rege al vandalilor hasdingi (407-418) și rege al vandalilor și alanilor (418–428), a condus vandalii hasdingi, un trib germanic cu reședința inițială în apropiere de râul Oder, pentru a lua parte la invaziile barbare ale Imperiului Roman de Apus în secolul al V-lea.

## Istoric
El a fost fiul regelui vandalilor hasdingi, Godigisel, care împreună cu poporul său a încălcat frontiera râului Rin a Imperiului în ultima zi a anului 406. În acel an, vandalii au devenit puternic implicați intr-un razboi cu francii, care au fost deja stabiliți în Galia ca aliați ai romanilor, și care a încercat să păstreze vandalii în afară. Godigisel a fost ucis în luptă și Gunderic l-a succedat la putere.
Gunderic și oamenii lui în cele din urmă au trecut Pirineii în Peninsula Iberică. Având de partea sa vandalii hasdingi a stabilit regatul în provincia romană, Gallaecia (nord-vestul Iberiei).
Conflictele cu Suebii l-au condus în Baetica, în partea de sud a Hispaniei, unde s-a alăturat supraviețuitor vandali din teritoriul Silingilor. Ei au fost ulterior înlăturați de către vizigoți, împreună cu alani și au fost forțați să părăsească Hispania.
În jurul anului 426, Attaces, regele alanilor, a căzut în lupta împotriva vizigoților, în Hispania, și alanii supraviețuitori au apelat la Gunderic. Gunderic a acceptat cererea lor și, astfel, a devenit rege al vandalilor și alanilor.
Târziu în timpul domniei lui, vandalii au început să intre în conflict tot mai des cu vizigoții, de multe ori aceste lupte erau în devafoarea vandalilor deoarece vizigoții au fost mult mai mulți la număr. După moartea lui Gunderic în 428, vandalii l-au ales pe fratele său vitreg Genseric ca succesor al său, însă Genseric a părăsit Iberia vizigoților în favoarea invadării Africii Romane. 